# 3인칭 슈팅 게임

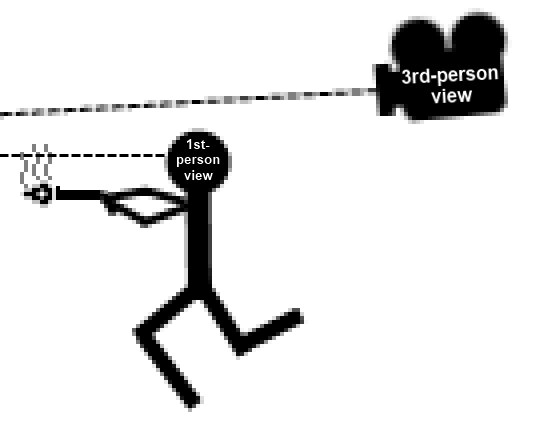
3인칭 슈팅 게임의 주인공과 그 뒤를 촬영하는 카메라의 모습.

3인칭 슈팅 게임(Third Person Shooter, TPS or 3PS)은 게임상의 캐릭터가 보는 시점이 아닌, 캐릭터를 보는 시점 즉, 3인칭 관찰자 시점으로 플레이하는 비디오 게임 중 슈팅 게임 장르이다.
대표적인 게임으로는 배틀그라운드, 포트나이트, 밀크초코가 있다.

## 정의
3인칭 슈팅 게임은 총 쏘기(슈팅)을 기반으로 구성된 게임으로,
플레이어는 3차원 시점에서 화면 상의 아바타를 볼 수 있다. 3인칭 슈팅 게임은 메인 캐릭터의 눈을 통해 게임을 바라보지 않고 게임 안에서 움직이며 슈팅을 하는 메인 캐릭터를 보게 되며 게임은 총을 쏘는 것에 초점을 맞춘다.

## 같이 보기
- 1인칭 슈팅 게임
- 슈팅 게임